# 180° Berlin
180° Berlin ist der Name eines Panoramagemäldes des Künstlers Marcel Backhaus, das im Sommer 2005 auf dem Pariser Platz in Berlin an das Ende des Zweiten Weltkrieges erinnerte. Auf dem Panorama war das Brandenburger Tor im Zustand bei Kriegsende 1945 abgebildet, wodurch ein direkter Vergleich von damals zu heute möglich war. 
Das fotorealistische Gemälde entstand auf Grundlage von historischen Fotografien und wurde auf eine große Leinwand von 22 × 5 m gedruckt. Diese Leinwand wurde an eine halbrunde Konstruktion angebracht, auf deren Rückseite eine Dokumentation an andere Schauplätze dieses Krieges in Europa erinnerte.